# 金峰 (周南市)
金峰（みたけ）は、日本・山口県周南市北東部の地名（大字）。1955年から2003年の周南市発足までは、徳山市と都濃郡鹿野町にまたがる地域であった。

## 地理
周南市中心部から16キロメートル、車で45分の場所に位置し、ほとんどが山地で占められた典型的な過疎地域である。果樹やワサビ、シイタケなどの栽培が盛んである。
東部を錦川が北流し、西部から中部にかけて錦川支流の金峰川が東流する。道路網は東部を国道434号が錦川と並走し、東西を主要地方道の県道9号徳山徳地線が通り、鹿野中心部との間は金峰峠（標高480m）で越える。西部の郷集落からは同じく主要地方道の県道41号下松鹿野線が南に菅野ダムまで通じている。また、菅蔵集落からは一般県道の県道179号金峰徳山線が西に伸び、虻峠（標高400m）を越えて向道ダムまで通っている。徳山徳地線の前身は萩と岩国を結ぶ山代往還である。また虻峠の北には金峰山（標高790m）がある。
西部の郷集落は2013年現在においても携帯電話が利用できず、同年6月末の総人口14人中10人が高齢者を占める「限界集落」となっている。

### 行政区
周南市の地区別人口統計では行政区ごとの人口を掲載しており、旧鹿野町側は大字金峰地区の全域、旧徳山市側は須金地区の一部として扱われている。カッコに示した数値は2013年6月末現在の人口・世帯数である。
旧鹿野町
- 奥谷（6世帯9人）
- 郷（8世帯14人）
- 菅蔵（13世帯23人）

旧徳山市
- 兼田（11世帯19人）
- 小田原（3世帯5人）
- 楽々谷（3世帯3人）
- 長渡路（11世帯18人）
- 中原（38世帯72人）
- 朴（7世帯12人）
- 松室（18世帯37人）

## 歴史
江戸時代には萩藩（毛利氏）の領地とされ、山代宰判（のちに前山代宰判）が地域の支配にあたった。寛延2年（1749年）における周防国都濃郡金峰村の総人口は585人、家数は186、石高は1,095石余であった。
1889年4月の町村制実施に伴い、北に隣接する須万村（すま）と合併し都濃郡須金村（すがねそん）として発足し、金峰は大字となった。村名は両村の頭文字を採って組み合わせたものである。須金村の総人口は1891年時点で4,797人、1955年時点で4,562人であった。
昭和の大合併の流れに伴い須金村は1955年7月に分割され、西部は鹿野町に編入されその一部となった。東部は都濃町と合併しその一部となったが、1966年1月に徳山市に編入された。このため、大字金峰は鹿野町と徳山市（都濃町）の両市町に並存するかたちとなった。郵便番号も鹿野町と徳山市で別個に設定されていた（鹿野町大字金峰 - 745-0412、徳山市大字金峰 - 745-0402、いずれも須金郵便局管区（当時））。
2003年に徳山市と鹿野町、新南陽市、熊毛町の2市2町が合併し周南市が発足し、大字金峰の全域が同市に属するようになった。周南市発足に伴って、大字金峰の郵便番号は旧徳山市側のもの（745-0402、2006年9月11日に須金郵便局の無集配局化に伴い須々万郵便局管区へ変更）に統一されている。
2013年7月21日、西部の郷集落で山口連続殺人放火事件が発生。集落に住む63歳の男による放火で2軒が全焼し5人が殺害される大事件となった。

## 教育
小学校はかつて、1875年に須磨小学郷支校が設置され、1892年に金峰小学校として独立した（1955年以降は鹿野町立金峰小学校）が、1978年に鹿野小学校金峰分校となり、休校期間を経て2003年に正式に廃止された。跡地には2006年に金峰杣の里交流館が建設されたが、2013年時点では利用されていなかった。中学校は1947年に須金中学校金峰分校として設置されたものの、1950年代のうちに鹿野中学校へ統合されている。
公立小中学校の通学区域は周南市の規則によって定められており、旧鹿野町側と旧徳山市側で区別されている。2013年現在、旧鹿野町側は鹿野小学校・鹿野中学校へ、旧徳山市側は須磨小学校・須々万中学校（須金中学校は休校中）へ通学することとなっている。

## 神楽
金峰（旧鹿野町側）には神楽座があり、7年毎に「吉野御能くずし」が奉納されていた。しかし1987年の時点で後継者不足の状態に陥っていた。

## 公共交通（バス）
周南市街地と須金（須万）を結ぶバス路線が防長交通により運行されており、金峰においては東部の国道434号沿いを走行する。2012年10月1日現在では平日7往復、土・日・祝日5往復運行されている。
かつては岩国市錦町（錦川鉄道錦川清流線錦町駅）からバスが出ていた。2009年時点では岩国市生活交通バス（旧・岩国市営錦バス）須金線が火曜日・水曜日・土曜日に須金中原まで運行されていたが、2013年現在は廃止されている。また防長交通は1959年より旧鹿野町中心部（鹿野上の上市集落）と西部の郷集落を結ぶバス路線を運行していたが、2013年現在では廃止されており、同地域には予約式の乗合タクシー「ふれあい号」が平日と土曜日（年末年始を除く）に運行されている。